# Antonio Brunelli

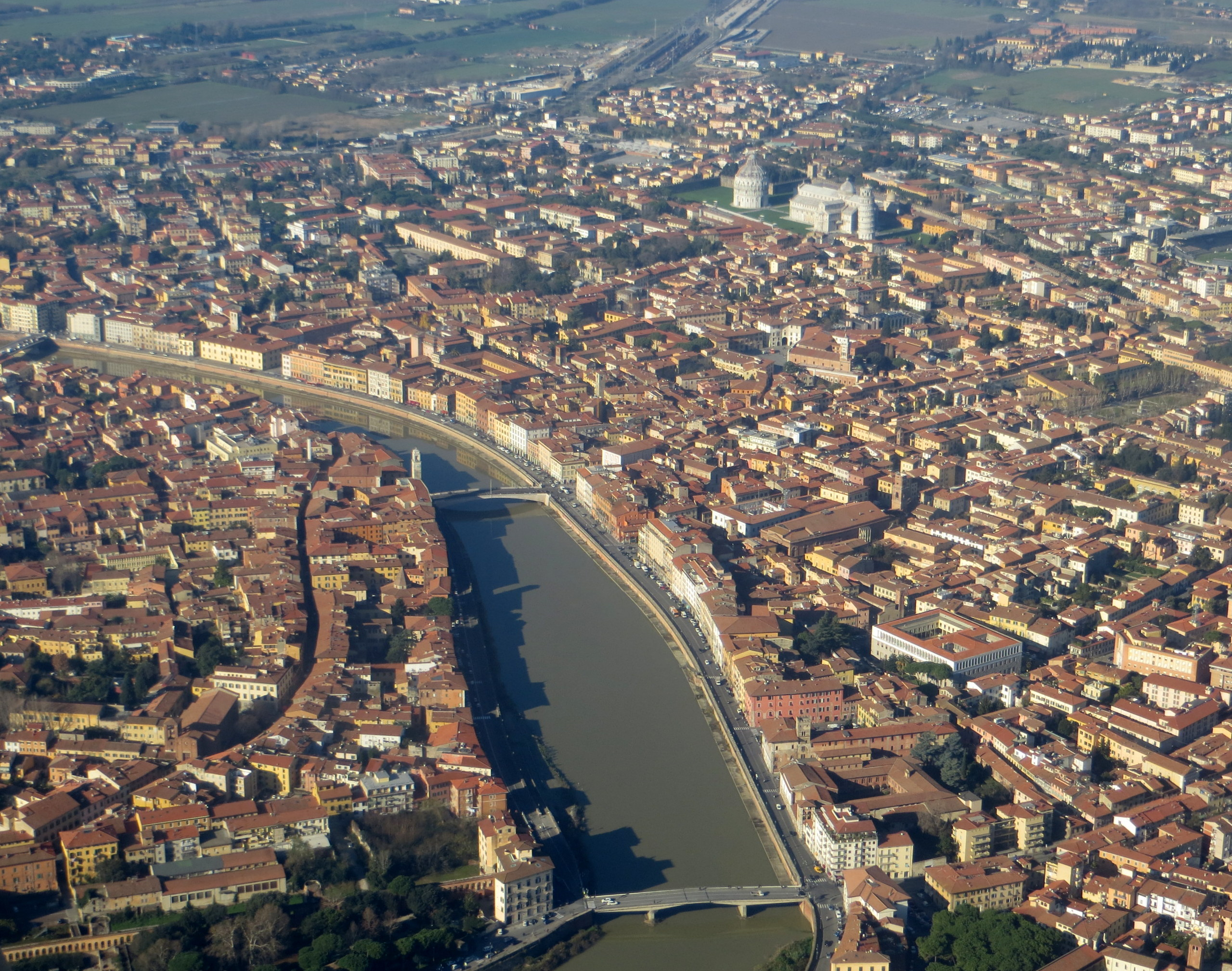
Pisa, la ciudad donde Antonio Brunelli nació y murió.

Antonio Brunelli (Santa Croce sull'Arno, 20 de diciembre de 1577–Pisa, 19 de noviembre de 1630) fue un compositor y teórico de la música italiano del Barroco temprano.
Fue alumno de Giovanni Maria Nanino y estuvo empleado como organista en San Miniato, Toscana desde 1604 a 1607, cuando se muda a Prato donde actuó como maestro di capella en la catedral local. El 12 de abril de 1612 fue nombrado maestro de capilla del gran duque de Toscana. Entre 1605 y 1621 publicó varias obras incluyendo motetes, canzonettas, salmos, madrigales, réquiems y otras obras sacras, algunas de las cuales fueron incluidas en el Promptuarium musicum de Johannes Donfried en 1623. 
Brunelli escribió y publicó además varios tratados teóricos, el principal de los cuales es Regole utilissime per i scolari che desiderano imperare a cantare (Florencia, 1606), uno de los primeros métodos publicados para voz cantada. Entre otros trabajos fue autor de Esercizi ad 1 e 2 voci (Florencia, 1607) y Regole et dichiarazione de alcuni contrappunti doppii (Florenciae, 1610).

## Grabaciones
- Fioretti Spirituali, Auser Musici, Carlo Ipata, director, Agorà AG 187.1 (1999)
- Arie, scherzi, canzonette & madrigali per suonare & cantare, Auser Musici, Carlo Ipata, director, Symphonia SY 04209 (2005)